# Wilkonosza
Wilkonosza – przysiółek wsi Sienna w Polsce, położona w województwie małopolskim, w powiecie nowosądeckim, w gminie Gródek nad Dunajcem, nad Jeziorem Rożnowskim.
Dawniej samodzielna wieś i gmina jednostkowa, zniesiona 30 września 1931 i włączono do gminy Zbyszyce.
W latach 1975–1998 wieś położona była w województwie nowosądeckim.